# Andrzej Benesz

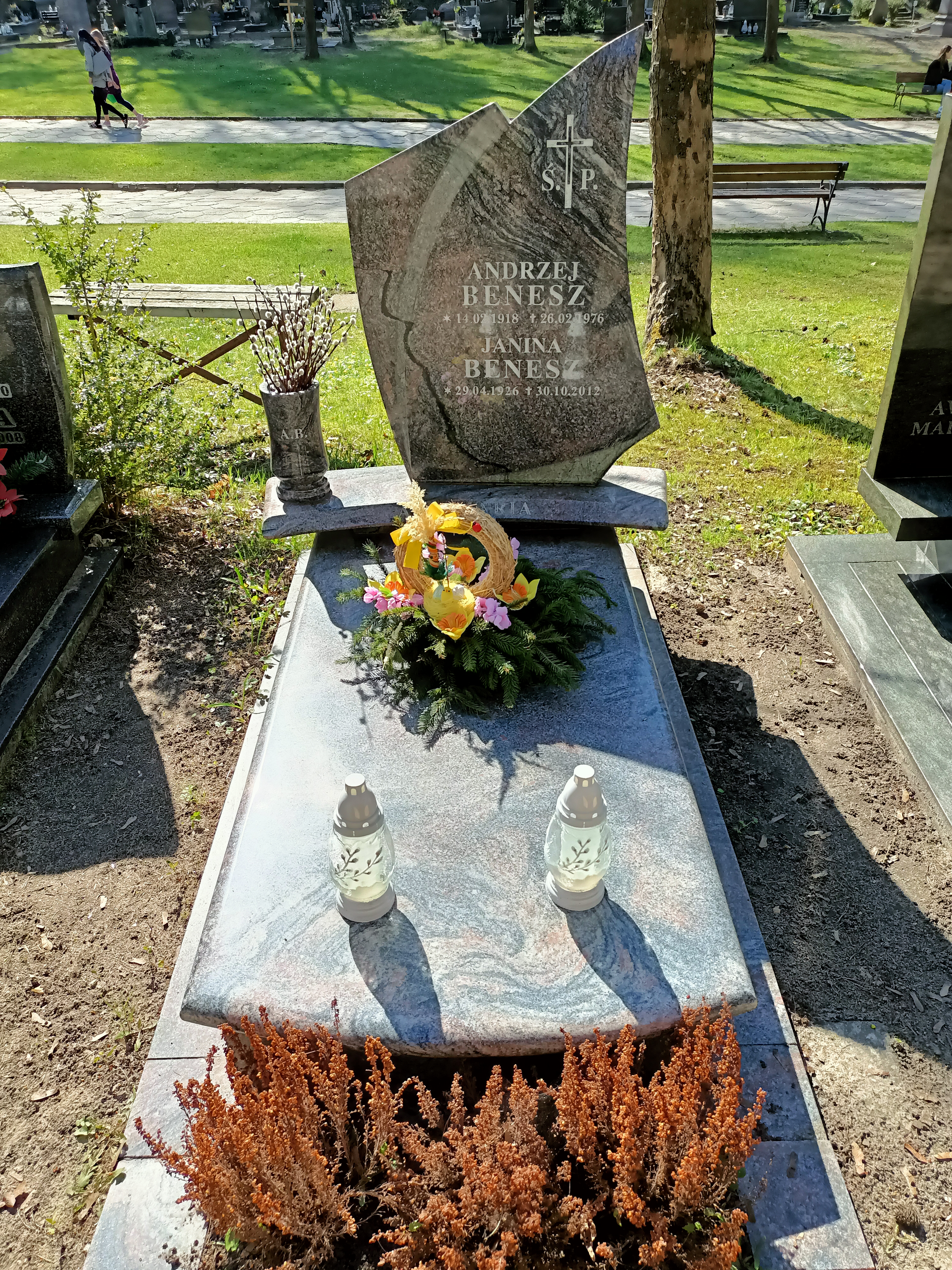
Grób Andrzeja Benesza na Cmentarzu Srebrzysko w Gdańsku

Andrzej Benesz (ur. 14 lutego 1918 w Tarnowie, zm. 26 lutego 1976 w Kutnie) – polski prawnik, archeolog, polityk oraz działacz żeglarski i społeczny. Przewodniczący Stronnictwa Demokratycznego, poseł na Sejm PRL II, III, IV, V i VI kadencji, w latach 1971–1976 wicemarszałek Sejmu V i VI kadencji.

## Życiorys
Syn Jana i Anny, pochodził ze zubożałego rodu szlacheckiego Beneszów o korzeniach węgiersko-morawskich. Wychował się w Bochni, gdzie ukończył naukę w Gimnazjum Humanistycznym. Ukończył prawo na Uniwersytecie Jagiellońskim. Z zawodu był również archeologiem. W czasie II wojny światowej walczył w Armii Krajowej, organizował Związek Walki Zbrojnej w powiecie bocheńskim, pracował także jako robotnik i kierowca samochodowy. W 1945 przystąpił do Stronnictwa Demokratycznego, pełnił obowiązki sekretarza jego Powiatowego Komitetu w Bochni, od 1945 był radnym rad narodowych różnego stopnia. W latach 1945–1946 pracownik umysłowy Spółdzielni „Społem” w Bochni, następnie  do 1947 kierownik planowania w Centrali Złomu w Szczecinie.
W strukturze partyjnej pełnił funkcję instruktora wojewódzkiego komitetu SD w Szczecinie (1947), następnie był sekretarzem WK w Szczecinie (1947–1952), Koszalinie (1952–1958) i Gdańsku (1958–1971). W Centralnym Komitecie zastępca członka (1954–1958), członek (1958–1976), członek prezydium (1962–1976), wiceprzewodniczący (1971–1973), a od 1973 przewodniczący CK SD.
Od 1957 wykonywał mandat posła na Sejm PRL (II, III, IV, V i VI kadencji). Od 1971 wicemarszałek Sejmu V i VI kadencji. Od 1974 był członkiem prezydium Ogólnopolskiego Komitetu Frontu Jedności Narodu. W trakcie V kadencji przewodniczący klubu poselskiego SD, w trakcie IV i V kadencji przewodniczący Komisji Gospodarki Morskiej i Żeglugi.
W latach 1973–1976 pełnił obowiązki prezesa Polskiego Związku Żeglarskiego. Był członkiem Głównej Rady Morskiej Towarzystwa Rozwoju Ziem Zachodnich.
Zginął w wypadku samochodowym pod Kutnem. Pierwotnie został pochowany 1 marca 1976 z honorami państwowymi na cmentarzu Wojskowym na Powązkach w Warszawie (kwatera C4-tuje-6). W pogrzebie wziął udział przewodniczący Rady Państwa PRL prof. Henryk Jabłoński. Przemówienie w imieniu kierownictwa SD wygłosił wicemarszałek Sejmu Piotr Stefański, a w imieniu władz państwowych i Sejmu PRL sekretarz KC PZPR, wicemarszałek Sejmu Andrzej Werblan.
W 1999 został ekshumowany i przeniesiony na cmentarz Srebrzysko w Gdańsku (Rejon III kwatera TAR I rząd skarpa grób 13). 

## Odznaczenia
Został odznaczony m.in. Srebrnym Krzyżem Zasługi z Mieczami, Krzyżem Kawalerskim i Komandorskim Orderu Odrodzenia Polski, Srebrnym (1955) i Złotym (1955) Krzyżem Zasługi, Medalem 10-lecia Polski Ludowej (23 marca 1955), Medalem 30-lecia Polski Ludowej (1974), Złotą Odznaką Honorową Gryfa Pomorskiego oraz Orderem Sztandaru Pracy I i II klasy.

## Życie prywatne
Syn Jana i Anny. Dwukrotnie żonaty – z Krystyną i Janiną (1926–2012). Z drugą żoną miał syna.

## Legenda

### Opowieść o zamku w Niedzicy
Z Andrzejem Beneszem związana jest opowieść o zamku „Dunajec” w Niedzicy i znajdującym się tam kipu, czyli inkaskim piśmie węzełkowym, zawierającym rzekomo dane o miejscach ukrycia skarbów. Andrzej Benesz miałby być potomkiem pro lege Wacława Benesza, kuzyna Sebastiana de Berzeviczego, który wyemigrował w XVIII wieku do Peru i tam ożenił się z inkaską kobietą szlacheckiego pochodzenia. Z tego związku mieli córkę Uminę, która stała się żoną bratanka Tupaca Amaru II, przywódcy indiańskiego powstania w latach 1780–1781. Po rozpoczęciu prześladowań rodu Tupaków przez władze hiszpańskie, mąż Uminy uciekł wraz z Sebastianem, żoną i synem – Antonio do Wenecji, gdzie zginął zasztyletowany. Sebastian, Umina i Antonio zbiegają na północne Węgry (od 1920 teren ten należy do Polski), do zamku w Niedzicy. Umina – podobnie jak wcześniej jej mąż – zostaje zasztyletowana przez ścigających ją Hiszpanów. Sebastian ratuje życie wnuka i sprowadza radę emisariuszy Inków, którzy spisują akt adopcji – zwany także Testamentem Inków. Odtąd Antonio staje się synem Wacława Benesza i zamieszkuje na Morawach. Andrzej Benesz – poprzez swego ojca Jana i dziadka Ernesta – miałby być prawnukiem Inki. Według niepotwierdzonych do końca informacji – odnalazł on kipu na zamku w Niedzicy, a nawet próbował znaleźć hipotetyczny skarb Inków. Poszukiwania nie dały rezultatów. Zginął w wypadku samochodowym, co miałoby świadczyć o klątwie inkaskich kapłanów (targnięcie się na kipu i skarb bez zgody rady emisariuszy Inków).

### Legendarny rodowód
00. Inti (inkaski bóg-Słońce)
0. Manco Capac („syn”)
1. Sinchi Roca (syn)
2. Lloque Yupanqui (syn)
3. Mayta Capac (syn)
4. Capac Yupanqui (syn)
5. Inca Roca (syn)
6. Yahuar Huacac (syn)
7. Viracocha (syn)
8. Pachacutec (syn)
9. Tupac Yupanqui (syn)
10. Huayna Capac (syn)
11. Manco Inca (syn)
12. Felipe Tupac Amaru I 
13. Juana Pinco Huaco Coya (córka) [mąż Diego Felipe Condorcanqui] 
14. Blas Condorcanqui (syn)
15. Sebastian Condorcanqui (syn) 
16. Miguel Condorcanqui (syn) 
17. N.N. (syn) – jeden z nieznanych z imienia braci Jose Gabriela Condorcanqui [od 1780 Jose Gabriela Tupaca Amaru II] 
18. Miguel Clemente Condorcanqui (syn) 
19. Antonio Condorcanqui [inaczej Antonio Inkas, po adopcji w 1797 Antonin Benesz] (syn)
20. Ernest Benesz (syn)
21. Jan Benesz (syn)
22. Andrzej Benesz (syn)

## Centralny Ośrodek Żeglarstwa PZŻ im. Andrzeja Benesza
Imieniem Andrzeja Benesza nazwano Centralny Ośrodek Żeglarstwa Polskiego Związku Żeglarskiego powołany do istnienia 1 stycznia 1959 przez Zarząd Główny Polskiego Związku Żeglarskiego. Ośrodek znajduje się w Trzebieży nad Zalewem Szczecińskim. 

## Ulice
Nazwisko Andrzeja Benesza nosiły ulice polskich miast w Szczecinie, Koninie czy Bochni. W związku z ustawą dekomunizacyjną w 2017 zmieniono w Bochni nazwę ulicy Benesza na ulicę Jana Dubaniowskiego. 15 listopada 2018 Naczelny Sąd Administracyjny podtrzymał w mocy orzeczenie Wojewódzkiego Sądu Administracyjnego, który prawomocnie i ostatecznie uchylił zmianę nazwy ulicy Benesza z 2017.